# 392 Wilhelmina
Wilhelmina (asteroide 392) é um asteroide da cintura principal com um diâmetro de 62,88 quilómetros, a 2,4825154 UA. Possui uma excentricidade de 0,1391872 e um período orbital de 1 788,83 dias (4,9 anos).
Wilhelmina tem uma velocidade orbital média de 17,53885069 km/s e uma inclinação de 14,32594º.
Este asteroide foi descoberto em 4 de Novembro de 1894 por Max Wolf.